# Republik Natalia
Die Republik Natalia war eine kurzlebige Burenrepublik, die am 11. November 1839 nach der Schlacht am Blood River von den Voortrekkern gegründet wurde. Sie lag an der Küste des Indischen Ozeans, nordöstlich der Kapkolonie. Die Republik wurde 1843 von Großbritannien erobert und annektiert. Danach wanderten die meisten Voortrekker nach Norden in das Gebiet, das später als Oranje-Freistaat und Transvaal bekannt wurde.

## Geschichte

### Vorgeschichte zur Republik Natalia
Nach der Annexion des Kaplandes durch Großbritannien (1806) wurde das britische Recht eingeführt, das unter anderem auch die Gleichstellung von Weißen und freien Nicht-Weißen vorsah, sowie ab 1833 die Abschaffung der Sklaverei. Außerdem wurde Englisch als alleinige Amtssprache eingeführt. Die als Farmer lebenden Buren betrachteten diese rechtlichen Neuerungen als Bedrohung ihrer althergebrachten Lebensweise. Zusätzlich pochte die britische Kolonialverwaltung auf die Einhaltung der mit benachbarten Xhosa vereinbarten Grenzen, was von den Buren wiederholt ignoriert worden war. Ab 1835 setzte daher eine Auswanderungsbewegung ein, deren Ziel es war, sich dem Einflussbereich der Briten und des britischen Rechts zu entziehen. Etwa 5000 Leute zogen fort. Sie siedelten sich im Gebiet des Zulufürsten Dingaan und bei Port Natal, einem Hafen südlich vom damals portugiesischen Gebiet, an.
Die ersten burischen Emigranten, die das Gebiet betraten, wurden von Pieter Retief geführt und kamen im Oktober 1837 an. Er versuchte dann den Zulu-König zu überreden, Land an die burischen Farmer abzutreten. Nach der Vertragsunterzeichnung wurden Retief und seine Gruppe jedoch im Januar 1838 von den Zulu ermordet, die daraufhin auch versuchten, die verbleibenden Buren in Natal umzubringen. Dessen ungeachtet kehrten die anderen Buren nicht zurück, sondern neue Auswanderer zogen nach.

### Die Schlacht am Blood River
Im Dezember erhielten die Buren Verstärkung und zogen unter Andries Pretorius gegen die Zulu. Am 16. Dezember 1838 wurden die Buren von schätzungsweise über 10.000 Zulu angegriffen. Da sie eine durch das Gelände zusätzlich geschützte Wagenburg gebildet hatten, gelang es ihnen, die Zulu nach einem rund dreistündigen Kampf zu besiegen.

### Burenstaat Natalia
Die Siedler erklärten sich am 11. November 1839 von England für unabhängig, indem sie die Republik Natalia gründeten. Die Kolonialmacht nahm das aber nicht hin. Die Buren wurden 1842 von den Engländern mit Gewalt gezwungen, Natal zu räumen.
Es kam zu mehreren Kämpfen zwischen den Parteien. Nachdem die Buren die Briten in der Schlacht von Congella besiegt hatten, besetzten die Buren Port Natal für kurze Zeit und belagerten das dortige britische Fort, wurden jedoch von britischen Verstärkungen, die auf dem Seeweg eintrafen, wieder vertrieben. 1843 wurde die Region endgültig von den Briten annektiert und zu einem Teil der Kapkolonie.